# Campionati del mondo di ciclismo su pista 2016 - Americana
La gara americana maschile ai Campionati del mondo di ciclismo su pista 2016 si è svolta il 6 marzo 2016, su un percorso di 200 giri per un totale di 50 km/h con sprint intermedi ogni 10 giri.
Presero parte alla competizione 16 squadre provenienti da 16 federazioni diverse, delle quali 15 completarono la gara.

## Podio
| Pos.    | Atleta                         | Nazionalità   |
| ------- | ------------------------------ | ------------- |
| Oro     | Bradley Wiggins Mark Cavendish | Gran Bretagna |
| Argento | Morgan Kneisky Benjamin Thomas | Francia       |
| Bronzo  | Sebastián Mora Albert Torres   | Spagna        |

## Risultati
| Posizione | Atleti                             | Nazione       | Punti sprint | giri persi |
| --------- | ---------------------------------- | ------------- | ------------ | ---------- |
| 1         | Bradley Wiggins Mark Cavendish     | Gran Bretagna | 21           |            |
| 2         | Morgan Kneisky Benjamin Thomas     | Francia       | 14           |            |
| 3         | Sebastián Mora Albert Torres       | Spagna        | 12           |            |
| 4         | Claudio Imhof Théry Schir          | Svizzera      | 11           |            |
| 5         | Cameron Meyer Callum Scotson       | Australia     | 10           |            |
| 6         | Jordan Parra Fernando Gaviria      | Colombia      | 6            |            |
| 7         | Kenny De Ketele Moreno De Pauw     | Belgio        | 15           | −1         |
| 8         | Martin Bláha Vojtěch Hačecký       | Rep. Ceca     | 1            | −1         |
| 9         | Kersten Thiele Domenic Weinstein   | Germania      | 1            | −1         |
| 10        | Andreas Müller Andreas Graf        | Austria       | 1            | −1         |
| 11        | Pieter Bulling Luke Mudgway        | Nuova Zelanda | 1            | −1         |
| 12        | Alex Rasmussen Jesper Mørkøv       | Danimarca     | 2            | −2         |
| 13        | Dion Beukeboom Wim Stroetinga      | Paesi Bassi   | 2            | −2         |
| 14        | Cheung King Lok Leung Chun Wing    | Hong Kong     | 0            | −3         |
| 15        | Elia Viviani Liam Bertazzo         | Italia        | 10           | −4         |
| —         | Vladyslav Kreminskyi Roman Gladysh | Ucraina       | DNF          | DNF        |

Nota: DNF ritirati